# Nazwa służebna
Nazwy służebne (zawodowe) – nazwy własne wyodrębniane w ramach nazw geograficznych (toponimii) w ramach tzw. klasyfikacji semantycznej. 
Nazwy te pochodzą od nazw grup zawodowych mieszkańców osad lub apelatywnych określeń zespołu ludzi, którzy w okresie wczesnofeudalnym wypełniali określone zobowiązania i służby wobec księcia i jego dworu, także wobec wysokich dygnitarzy kościelnych. 

## Geneza terminu
Termin „nazwy służebne” został wprowadzony do literatury naukowej przez historyków, którzy dostrzegli w nich cechy typowe dla średniowiecznej rzeczywistości, a następnie przejęty i zaakceptowany przez lingwistów, zwłaszcza onomastów. Część nazw miejscowych tego typu ma zapewne późniejszą genezę, dlatego niektórzy językoznawcy preferują określenie nazwy zawodowe jako najbardziej odpowiednią. 
Bez osobnych wiadomości historycznych trudno odróżnić nazwy służebne od nazw wykonawców zawodów, np. niepracujących dla księcia (np. Kowale, Rybaki były raczej osadami kowali i rybaków pracujących na swój rachunek). Osady służebne skupiały się wokół grodów, szczególnie wokół stołecznych lub o istotnym znaczeniu (administracyjnym, religijnym, naukowym), jak Kraków czy Poznań.

## Charakter nazw służebnych
Nazwy służebne określały pierwotnie wsie o genezie wczesnośredniowiecznej, położone w pobliżu jakiegoś znacznego ośrodka państwowego (grodu). 
Niektóre nazwy służebne stały się niezrozumiałe i dlatego uległy przemianom. Staropolska wieś służebna Cienietnicy, później Cienietniki ('ludzie produkujący sieci łowne, por. stpol. cienieto 'sieć do łowienia ptaków i zwierząt') została zmieniona na skutek tzw. etymologii ludowej na Cielętniki lub Ciemiętniki. Straciły swą motywację nazwy miejscowe Czastary, Łagiewniki, które pozostają całkowicie niezrozumiałe dla przeciętnego odbiorcy. 

### Cechy strukturalne nazw służebnych
Nazwy służebne są stosunkowo łatwo rozpoznawalne wśród nazw geograficznych. Większość z nich zakończona jest na -niki (dawniej -nicy) i -ary (wcześniej -arze). Rzadziej spotykamy nazwy służebne (lub zawodowe) zbudowane w inny sposób, np. Krawce, Szewce, Strzelce, Cieśle, Drwale, Kowale, Pracze, Rataje, Rybacy, Rybaki, Rybitwy, Stróże, Zduny. 
Nazwy służebne należą do nazwy prymarnych, czyli takich, które nie wykazują formantów toponimicznych i są równe apelatywom (nazwom pospolitym) określającym zawody, zawsze w liczbie mnogiej. Pierwotnie były to formy mianownika liczby mnogiej, np. Łagiewnicy, Piekarze. Po pewnym czasie nazwy te przybrały formy biernika liczby mnogiej rodzaju niemęskoosobowego, np. Łagiewniki, Piekary, gdyż zaczęły oznaczać nie tylko ludzi, ale i zamieszkane przez nich osady (będące rzeczownikami nieżywotnymi). Zmiana ta nastąpiła w XIII–XIV wieku. 
Obecną postać fleksyjną nazwy te przybrały w XIV wieku – dawniej miały one w mianowniku postać inną: Grotnicy, Kucharze, Bobrownicy, Psarze, Świątnicy itd., dobitniej informującą, że to określenia ludzi, wykonawców feudalnych powinności (S. Urbańczyk:1991). 

### Dystrybucja nazw służebnych na terenie Polski
Nazwy służebne występują zazwyczaj w skupiskach skoncentrowanych wokół najważniejszych grodzisk epoki wczesnofeudalnej (X–XIII w.). Najwięcej pojawia się ich w Małopolsce (154 nazwy) i na Śląsku (111 nazw). W Małopolsce najwięcej nazw służebnych występuje w okolicy takich ośrodków władzy jak Kraków, Sandomierz, Wiślica, Siewierz, Chęciny. Na Śląsku nazwy służebne otaczają wianuszkiem Opole, Bytom, Wrocław, Niemczę, Legnicę. Sporo nazw służebnych występuje w Polsce Środkowej, we wschodniej Wielkopolsce i na południowym Mazowszu. W zachodniej Wielkopolsce spotykamy jedynie 47 nazw służebnych, a na północnym Mazowszu tylko 18. Nie ma nazw służebnych na Pomorzu (Zachodnim i Gdańskim), na Łużycach i na Połabiu. 
Rozmieszczenie nazw służebnych ukazuje ich koncentrację wokół najdawniejszych ośrodków państwowości polskiej. Nieobecność nazw służebnych na Pomorzu i innych terenach Słowiańszczyzny północno-zachodniej wiąże się niewątpliwie z brakiem ustabilizowanej wczesnofeudalnej organizacji służebnej. 
Przykładowa dystrybucja wsi służebnych: 
W okolicy Wolborza, dawnego grodu książęcego, potem biskupiego, znajdują się następujące nazwy służebne o wczesnośredniowiecznej genezie (w nawiasie podano najwcześniejszą atestację osady): Komorniki (1332), Łagiewniki (1285), Młynary (1273), Psary (1273), Rudniki (1223), Świątniki (1273). Te osady służebne rozmieszczone są w najbliższym sąsiedztwie Wolborza, niejako okalając to miasteczko, występują bowiem na terenie niewielkiej gminy Wolbórz lub pobliskiej gminy Tomaszów Mazowiecki. Zostały one zarejestrowane dowodnie w XIII wieku (jedna wieś w pierwszej połowie XIV w.), czyli ich geneza średniowieczna i charakter służebny nie budzi wątpliwości.

### Rodzaje służb i zobowiązań
Nazwy wsi o charakterze służebnym są źródłem informacji o rodzajach służb i powinności mieszkańców wsi wobec dworu władcy. Nazwy wsi wskazują dość wyraźnie na wielorakie powinności wobec władcy, dworu i kościoła: 
- służba łowiecka, np. Bobrowniki – ludzie pilnujący żeremi bobrowych; Jastrzębniki i Sokolniki – ludzie zajmujący się hodowlą jastrzębi lub sokołów do celów łownych, Psary – ludzie zajmujący się hodowlą i tresurą psów myśliwskich, Strzelce, Cienietniki – ludzie wytwarzający sieci i biorący udział w polowaniach z sieciami;
- służba hodowlana, np. Kobylniki, Kobylany, Konary lub Koniary – ludzie zajmujący się końmi; Stadniki, Owczary, Świniary; Skotniki – hodowcy bydła,
- służba bartnicza, np. Bartodzieje, Bartniki, Miodary, Świepietnicy (ludzie wyrabiający lub stawiający świepioty czyli barcie).
- służba rybacka, np. Niewodniki – ludzie wytwarzający niewody lub łowiący ryby niewodem; Rybacy, Rybaki, Rybitwy.
- służba winiarska, np. Winiary, Miedary lub Miodary, Chmielarze.
- służba przemysłowa, np. Bednary; Dziegciarze, Smolary i Smolarze – ludzie zajmujący się wytwarzaniem dziegciu czyli smoły użytkowej; Garbary i Garbarze; Grotniki – ludzie zajmujący się wytwarzaniem grotów do strzał i oszczepów; Jadowniki – ludzie produkujący jady czyli trucizny do zatruwania strzał; Korabniki – ludzie wytwarzający korabie czyli łódki do żeglugi rzecznej lub jeziornej; Kowale, Krawce, Łagiewniki – ludzie zajmujący się wyrobem łagwi czyli drewnianych beczułek, a być może także syceniem miodu i warzeniem piwa; Mączniki – ludzie wytwarzający mąkę; Mydlniki – ludzie wyrabiający mydło; Rzeszotary – ludzie wyrabiający rzeszota; Rudniki; Sanniki – ludzie wytwarzający sanie; Słomniki lub Szłomniki – ludzie wyrabiający szłomy czyli hełmy; Szczytniki – ludzie wyrabiający szczyty czyli tarcze; Szklary; Woźniki – ludzie wyrabiający wozy; Złotniki; Żerniki – ludzie zajmujący się transportem i rozbijaniem książęcych namiotów;
- służba dworska lub wojskowa, np. Czastary i Dróżniki – ludzie dbający o drogi i pobierający opłaty za korzystanie z dróg(termin stpol. czasta oznaczał drogę bitą); Komorniki – ludzie wykonujący obowiązki dworskie, wykonujący pomocnicze czynności sądowe; Kuchary; Piekary; Pisary; Pracze – ludzie piorący bieliznę; Rataje; Stróże.
- służba kościelna, np. Duszniki, Kościelniki i Świątniki – ludzie pełniący służbę przy kościele lub dostojniku kościelnym, Zaduszniki.

Charakter służebny wsi jest niekiedy potwierdzony w dokumentach średniowiecznych poprzez tłumaczenia łacińskie lub niemieckie, np. Sokolniki pojawiają się jako „villa falconarium”; Rybacy jako „villa piscatorum” lub „Fischendorf”, Psary jako „Psarze sive Hundern”. 
W literaturze toczy się dyskusja nad możliwym zaliczeniem niektórych, późnych chronologicznie nazw do grona zawodowych, rodowych, topograficznych lub kulturowych. Staranną i wyczerpująca prezentację problematyki nazw służebnych dał Paweł Smoczyński (zob. niżej).